# Saint-Pierre-sur-Orthe
Saint-Pierre-sur-Orthe is een plaats en voormalige gemeente in het Franse departement Mayenne in de regio Pays de la Loire en telt 531 inwoners (1999). De plaats maakt deel uit van het arrondissement Mayenne.

## Geschiedenis
Saint-Pierre-sur-Orthe maakte deel uit van het kanton Bais tot dit op 22 maart 2015 werd opgeheven en de gemeenten werden opgenomen in het kanton Évron. Op 1 januari 2021 fuseerde Saint-Pierre-sur-Orthe met Saint-Martin-de-Connée en Vimarcé tot de commune nouvelle Vimartin-sur-Orthe, waarvan Saint-Pierre-sur-Orthe de hoofdplaats werd.

## Geografie
De oppervlakte van Saint-Pierre-sur-Orthe bedraagt 31,9 km², de bevolkingsdichtheid is 16,6 inwoners per km².
De onderstaande kaart toont de ligging van Saint-Pierre-sur-Orthe met de belangrijkste infrastructuur en aangrenzende gemeenten.

## Demografie
Onderstaande figuur toont het verloop van het inwonertal (bron: INSEE-tellingen).

Saint-Martin-de-Connée · Saint-Pierre-sur-Orthe · Vimarcé